# Лужня (река)
Лужня — река в России, протекает в Андреаполском районе Тверской области и Холмском районе Новгородской области.

## Гидрология и география
Исток реки находится в Андреапольском районе Тверской области в 2 км к югу от деревни Красное Лядо. Река течёт сначала на север, у деревни Язовка, принимая приток — реку Язовка, поворачивает на запад. Устье реки находится в 6 км по правому берегу реки Крутовка у деревни Филино, напротив деревни Высокое. Длина реки составляет 24 км.

## Населённые пункты
В Андреаполском районе Тверской области река протекает по территории Аксёновского сельского поселения. На берегу стоит деревня Андроново.
Ниже река протекает в Холмском районе Новгородской области. В Морховском сельском поселении Лужня протекает между деревнями Малихово и Пурыгино. Затем, вплоть до устья река течёт по территории Тогодского сельского поселения. Здесь на реке стоят деревни Язовка, Ильинское, Бобовище, Четовизня, Сельцо, Поляни, Филино.

## Данные водного реестра
По данным государственного водного реестра России относится к Балтийскому бассейновому округу, водохозяйственный участок реки — Ловать и Пола, речной подбассейн реки — Волхов. Относится к речному бассейну реки Нева (включая бассейны рек Онежского и Ладожского озера).
Код объекта в государственном водном реестре — 01040200312102000023650.